# Shorin Ryu

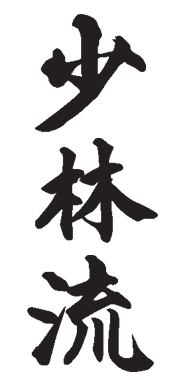
Shōrin-ryū

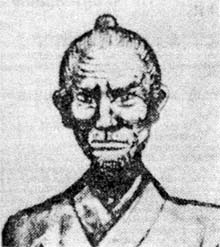
Shōrin-ryūskolans förgrundare Matsumura Sōkon

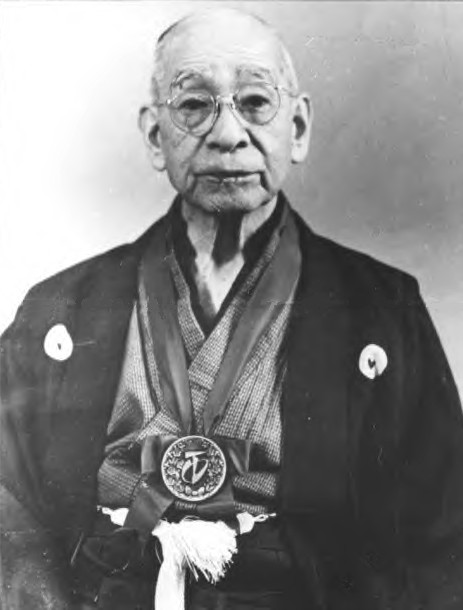
Shōrin-ryūskolans grundare Chibana Chōshin

Shorin Ryu (小林流, 松林流, eller 少林流 Shōrin-ryū, med betydelsen Lillskogsstilen) är en av två samtida karateskolor från Okinawa, huvudön i den japanska ökedjan Ryukyuöarna som ligger mellan Japan och Taiwan. Stilen tillkom under 1800-talet som en avknoppning till grundstilarna Shuri-te och Tomari-te. Shōrin-ryū skolans grundläggare var Matsumura Sōkon (1809 - 1899), men dess kompositör och verkliga grundare per 1933 var Chibana Chōshin (知花 朝信). Shōrin Ryū är en av de äldsta aktiva skolorna på Okinawa och har i sin tur haft inflytande på tre av dagens fyra stora Shitō Ryū, Shotokan och Wado Ryu.
Shōrin-Ryū karaktäriseras av naturlig andning och snabba raka rörelser. Träningen innehåller kata, kast, fallteknik, grepp, slag och sparkar. 
Ursprungliga Shōrin-Ryū är förhållandevis lite utbredd utanför Okinawas kuster ännu, medan de nämnda tre huvudinfluenserna är desto aktivare inte minst i ytterligare avknoppningar. 
Här kan nämnas ett par av Shitō Ryūs följdstilar, den ena med ett svenskt intresse:
- Kyoshi Masanobu Kikukawa är en  budoutövare från Okinawa, numera bosatt i Kanada och ordförande för Shōrin-ryū Shinkokai stilen av Okinawa Karate[1].
- Shūkōkai (修交会), som 1949 grundades av Tani Chōjirō, elev till Mabuni Kenwa. Stilen blev Tani-ha versionen av Shitō-ryū. Denna Shūkōkai hade en gång på 1970-talet en dōjō på Högbergsgatan i Stockholm under ledning av Tamas Weber, då ännu inte 10:e dan.

Andra följdstilar är Kobayashi, Matsubayashi, Matsumura Seito, Shōbayashi, Seibukan, Zentokukai.

## Stamtavla med företrädare
| Okinawa Shōrin-ryū Karate-do familjen | Okinawa Shōrin-ryū Karate-do familjen | Okinawa Shōrin-ryū Karate-do familjen                                                                                                  | Okinawa Shōrin-ryū Karate-do familjen                                                                                                  | Okinawa Shōrin-ryū Karate-do familjen                                                                                                  | Okinawa Shōrin-ryū Karate-do familjen |
| ------------------------------------- | ------------------------------------- | --- | --- | --- | ------------------------------------- |
| stormästare                           | ryū namn                              | Shidokan | Shorinkan | Shinjinbukan |                                       |
| Grundare                              | Shuri-te                              | Matsumura Sōkon (1809-1899) Skapade kata: Naihanchi, Passai (Dai), Chintō, Kushanku (Dai), Gojūshiho                                   | Matsumura Sōkon (1809-1899) Skapade kata: Naihanchi, Passai (Dai), Chintō, Kushanku (Dai), Gojūshiho                                   | Matsumura Sōkon (1809-1899) Skapade kata: Naihanchi, Passai (Dai), Chintō, Kushanku (Dai), Gojūshiho                                   |                                       |
| 2nd                                   | Shuri-te                              | Itosu Ankō (1831 - 1915) Skapade kata: Pinan (1-5) och byggde upp kata: Passai (Sho), Kushanku (Sho). Han utvidgade Naihanchi till tre | Itosu Ankō (1831 - 1915) Skapade kata: Pinan (1-5) och byggde upp kata: Passai (Sho), Kushanku (Sho). Han utvidgade Naihanchi till tre | Itosu Ankō (1831 - 1915) Skapade kata: Pinan (1-5) och byggde upp kata: Passai (Sho), Kushanku (Sho). Han utvidgade Naihanchi till tre |                                       |
| 3rd                                   | Okinawa Shōrin-ryū                    | Chibana Chōshin (1885 - 1969) Mästares efterträdare Itosu Ankō Okinawa Shōrin-ryū Karate-dō 10:e dan                                   | Chibana Chōshin (1885 - 1969) Mästares efterträdare Itosu Ankō Okinawa Shōrin-ryū Karate-dō 10:e dan                                   | Chibana Chōshin (1885 - 1969) Mästares efterträdare Itosu Ankō Okinawa Shōrin-ryū Karate-dō 10:e dan                                   |                                       |
| 4th                                   | Okinawa Shōrin-ryū                    | Miyahira Katsuya (1918-) Mästares efterträdare Chibana Chōshin Okinawa Shōrin-ryū Karate-dō 10:e dan                                   | Nakazato Shuguro (1920-) Mästares elev Chibana Chōshin Okinawa Shōrin-ryū Karate-dō 10:e dan                                           | Higa Yuchoku (1910–1994) Mästares elev Chibana Chōshin Okinawa Shōrin-ryū Karate-dō 10:e dan                                           |                                       |
| 5th                                   | Okinawa Shōrin-ryū                    | - | - | Onaga Yoshimitsu grundare av Shinjinbukan skolan Okinawa Shōrin-ryū Karate 8:e dan                                                     |                                       |

Oshukai: Stormästare: Chinen Kenyu (Okinawa Shōrin-ryū Karate-dō 9th dan), en lärjunge till mästarna Chibana Choshin, Miyahira Katsuya, Nakazato Shuguro